# Édifice Dominion Square
 (décembre 2024).
Si vous disposez d'ouvrages ou d'articles de référence ou si vous connaissez des sites web de qualité traitant du thème abordé ici, merci de compléter l'article en donnant les références utiles à sa vérifiabilité et en les liant à la section « Notes et références ».
L'édifice Dominion Square est un immeuble à bureaux emblématique du centre-ville de Montréal, face au Square Dorchester, du côté nord. Il est situé au 1010, rue Sainte-Catherine Ouest.    

## Architecture

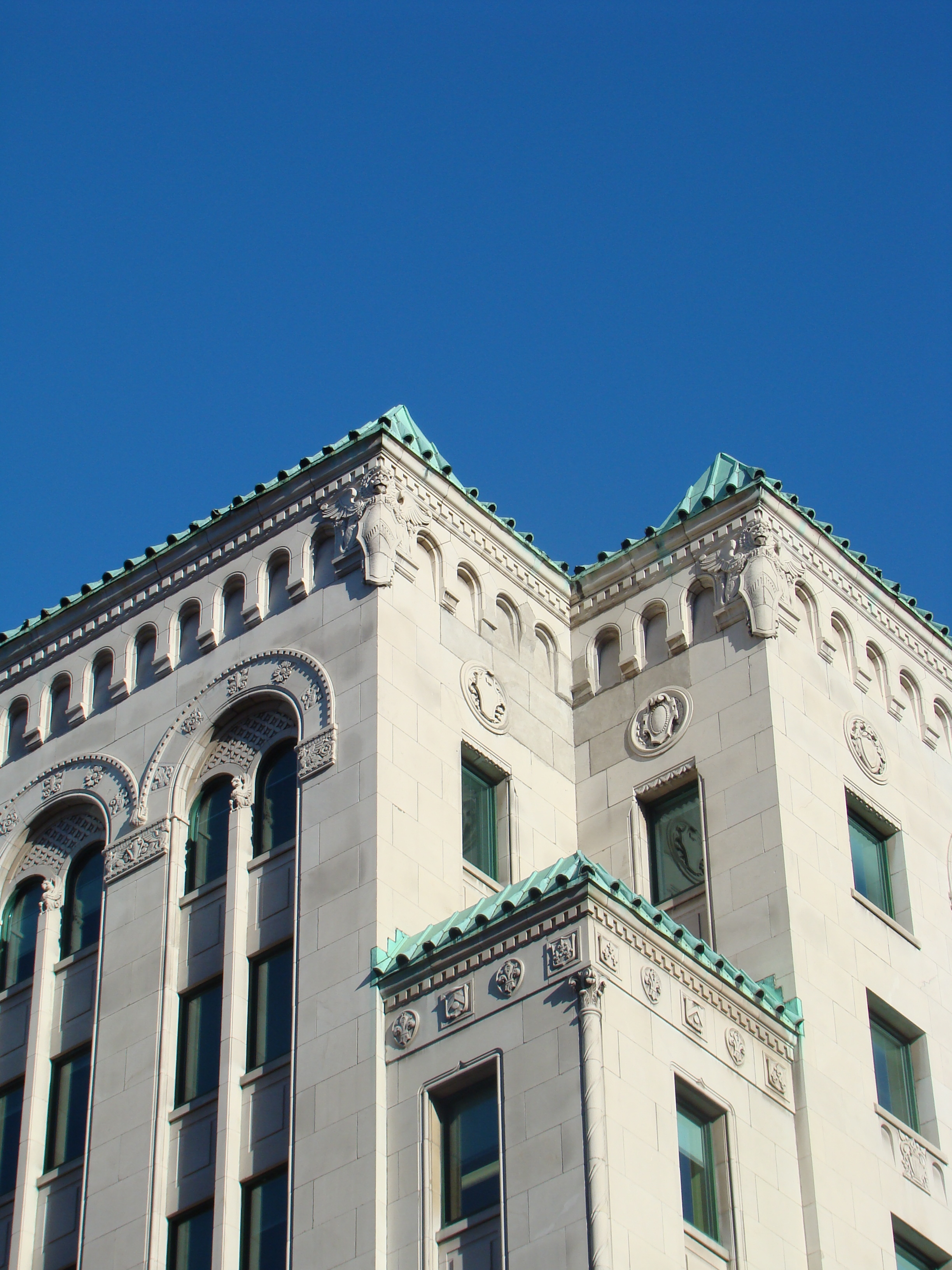
Détail du bâtiment

Achevé entre 1928 et 1930 dans le style des Beaux-Arts, l'édifice Dominion Square occupe un site de l'ancienne église presbytérienne Erksine vers 1866. 
Conçu par le cabinet d'architectes Ross et Macdonald, le bâtiment comprend douze étages et un hall commercial. L'entrée principale dessert le journal The Gazette avec des escaliers mécaniques menant à une mezzanine ouvrant sur le rez-de-chaussée. Ce dernier a été conçu comme une galerie marchande intérieure à une époque où une telle notion était très innovatrice. De plus, la conception originale permettait d'accéder aux espaces commerciaux au rez-de-chaussée à la fois de l'extérieur et de l'intérieur. Du troisième étage, la façade est en retrait deux fois par choix esthétique et pratique. Ces retraits jumeaux forment une sorte de double peigne qui fournit une lumière solaire abondante dans tout le bâtiment, tout en permettant à la lumière naturelle de traverser les retraits sur la rue Sainte-Catherine. Ce faisant, le bâtiment maximise la quantité totale d'espace de location disponible pour un quadrilatère relativement petit. De plus, plusieurs bureaux à l'intérieur bénéficient de vues différentes; les coins encastrés offrent des bureaux d'angle supplémentaires aux 9e et 10e étages. 
La façade est en calcaire et est ornée dans un style italianisant. 
Des rénovations majeures, entreprises en 1989, ont permis l'ajout d'une arcade et d'un solarium sur le côté sud du bâtiment.

## Relation avec l'environnement urbain

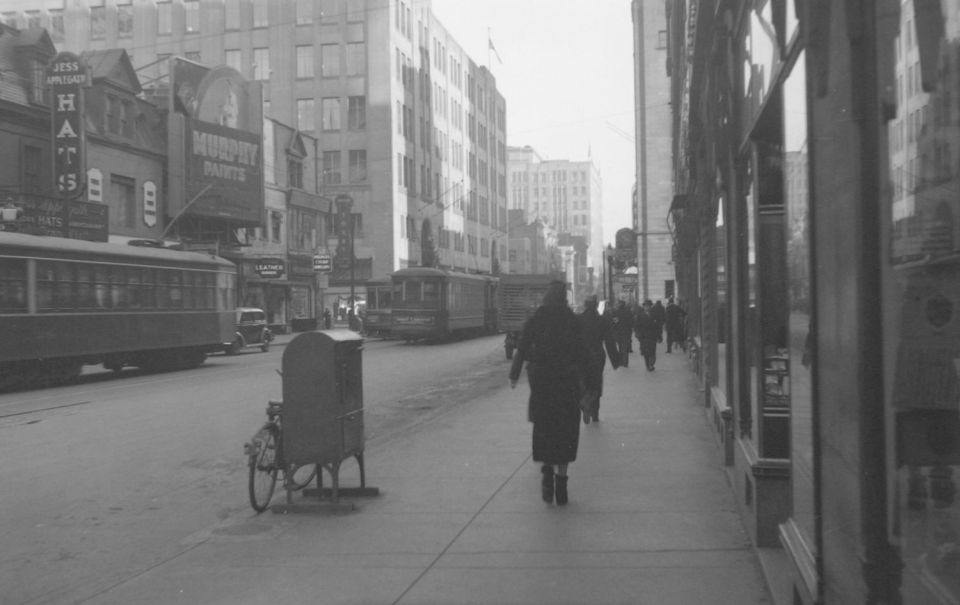
Les magasins sur la rue Sainte-Catherine, 1936

L'édifice a été conçu comme une solution ingénieuse à la multitude de règlements sur la hauteur et la taille des bâtiments imposés par la ville de Montréal au début du XXe siècle. De plus, il offrait ainsi non seulement deux niveaux de commerces intérieurs et deux niveaux de stationnement souterrain, mais aussi les premiers escaliers mécaniques de la ville. En outre, l'espace commercial disponible à l'intérieur a été conçu pour être accessible des deux côtés du bâtiment. 
Ses commodités et équipements modernes, le prestige de l'emplacement et la beauté fonctionnelle de la conception en ont fait une tour à bureaux commerciale d'une importance exceptionnelle avant l'arrivée des gratte-ciel modernistes .

## Occupation
Le locataire principal actuel est le journal The Gazette, dont on peut voir l'enseigne au sommet de l'entrée le long de la rue Sainte-Catherine. Les autres locataires principaux comprennent le bureau principal de Tourisme de Montréal (face au square Dorchester) et des détaillants de vêtements. En 2009, Global Television Network a déménagé sa station CKMI-DT au 7e étage.